# Pieszyce
Pieszyce (germană Peterswaldau) este un oraș în Polonia.